# Bernardino Butinone
Bernardino Butinone (1436-1450 - 1507) foi um pintor italiano do Renascimento, ativo principalmente em Milão.
Nascido em Treviglio, era filho de Jacopo da Treviglio (ou Bernardo da Treviglio). Aluno de Vincenzo Foppa, foi tutor de Bramantino e colaborou com Bernardo Zenale. Acredita-se que também tenha estudado com Vincenzo Civerchio, com quem trabalhou em Milão. Sua obra-prima é o políptico de San Martino in Treviglio, universalmente considerado a obra de arte mais importante da Lombardia no século XV. 
Também pintou as pilastras da Igreja de Santa Maria delle Grazie, em Milão. 